# Portocal amar
Portocalul amar (Citrus  × aurantium), cunoscut și sub numele de portocal de Sevilla, este o plantă din genul Citrus înrudită cu portocalul dulce. Este folosită pentru fabricarea băuturilor, marmeladelor și prăjiturilor.